# 다카하시 유니온스
다카하시 유니온스(일본어: 高橋ユニオンズ, 영어: Takahashi Unions)는 1954년부터 1956년까지 3년간 존재했던 일본 프로 야구의 퍼시픽 리그 소속 구단이다.

## 구단의 역사
구단의 스폰서는 전쟁 이전의 이글스(고라쿠엔 구장)의 오너였던 다카하시 료타로였다. 1953년 당시 퍼시픽 리그는 7팀으로 구성되어 있어서 1팀의 공백이 생기기 때문에 모든 팀이 모여 공식 경기를 개최할 수 없었다. 그래서 승률 3할 5푼을 밑도는 팀은 강제로 해산하는 벌칙을 마련했지만, 벌칙이 적용된 팀은 없었다.
따라서 1954년의 시즌 개막 전에 다카하시를 후원해 주식회사 다카하시 구단(株式会社高橋球団)을 설립했다. 급조된 팀이었기 때문에 퍼시픽 리그 각 팀에서 젊은 선수들을 공출하도록 합의가 되었지만 실제로 모아진 것은 문제가 있는 선수들이나 전력 외 선수들이 대부분이었다. 이렇게 다카하시 유니온스는 결성되었다. 덧붙여서 애칭인 '유니온스'는 다카하시가 전쟁 전에 경영하고 있던 대일본 맥주의 주력 상품이었던 '유니온 맥주 "에서 붙여진 것이다.
홈구장은 가나가와현의 가와사키 구장을 이용했으며 다이요 웨일스가 1955년 연고지 이전 후 해당 팀(다카하시)과 공동 사용했지만 해당 팀(다카하시) 소멸 후 1977년까지 다이요 단독으로 사용했는데 야쿠르트가 1957년 6경기(VS 한신전 4) 1959년 2경기(8월 4일 다이요전 더블헤더) 1960년 2경기(5월 11~12일 다이요전) 1963년 2경기(10월 10일 히로시마전 더블헤더) 1966년 5경기(이들 중 10월 11일 히로시마전 더블헤더/10월 12일 주니치전 더블헤더) 1968년 2경기(10월 12일 히로시마전 더블헤더) 1970년 4경기(한신전 2 다이요전(10월 26일 더블헤더))를 유치했고 요미우리가 1959년 10월 16일 더블헤더부터 같은 달 17일 20일(더블헤더)(모두 주니치전) 경기를, 롯데 오리온스가 1957년부터 1963년(이 해에는 경기 미개최) - 1973년부터 1977년까지 해당 구장에서 경기를 유치했으며 다이에이가 1957년 가와사키 구장에서 8경기를 유치했다. 예산도, 선수도 한정된 팀답게 선수단의 사기는 안 좋았고 성적도 부진했다. 이런 상황을 타개하기 위해 1955년에 '돈보 연필'과 제휴하여 돈보 유니온스(トンボユニオンズ)로 구단명을 바꾸었다. 하지만 이것도 개선의 여지 없이 1년만에 제휴가 해소되어 다시 다카하시 유니온스로 돌아왔다. 본래 야구에 관심이 없었던 돈보 측에서는 의지는 없었지만 1년만 영관을 받을 수 있도록 퍼시픽 리그에서 간절히 부탁해 해소는 사전에 협의가 있었다는 이야기도 있다.
그 후 경영 악화나 8팀의 경기 일정이 많다고 하는 이유로 1957년 2월 26일에 다이에이 스타스와 합병하여 다이에이 유니온스가 되었고 이후 1958년 3월 10일 마이니치 오리온스와 합병하여 마이니치 다이에이 오리온스가 되었다.
한편 마이니치 다이에이 오리온스의 후신에 해당하는 지바 롯데 마린스는 구단 역사상 다카하시 유니온스는 방계 취급을 하고 있으며, 결성년도 및 기타 기록은 일절 포함하지 않고 있다.
다카하시에 재적하고 있던 사사키 신야의 말에 의하면 관중이 30명 미만인 상황도 있었던 것으로 보인다. 우사미 데쓰야의 저서인 《프로 야구 기록 대감》(고단샤)에 3년 동안 집계한 관중 수가 1954년 140경기에서 21만 2천명, 1955년 141경기에서 16만 3천명, 1956년 154경기에서 14만 6천명으로 기록되어 있다. 이것은 위장 관중도 포함된 수로 추측된다. 따라서 3년 동안의 관중 수는 한신 타이거스와 요미우리 자이언츠의 전 9차전 분이라고도 한다. 또한 사사키는 다카하시와 다이에이의 합병에 대해 "팀이 다이에이 유니온스(15명), 도에이 플라이어스(6명), 긴테쓰 펄스(4명), 해고(7명)의 네 갈래로 찢어진 경위 상 합병이라기 보다는 구단 해산의 표현으로 수정하는 것이 옳다"고 주장하고 있다.
1969년에 이시카와 스스무가 현역 은퇴한 것을 마지막으로, 다카하시 유니온스에 재적한 경험이 있는 현역 프로 야구 선수는 없다.
참고로 다카하시가 소멸한 이후 2004년 11월 도호쿠 라쿠텐 골든이글스의 가맹 이전까지 50년 동안 일본 프로 야구에 신규 참가는 없었다.

## 팀의 특징
- 1955년에 당시 팀에 있던 빅토르 스타루힌이 일본 야구 최초의 300승을 달성했는데 이 때 스타루힌이 은퇴했기 때문에 스타루힌의 기록이 보도될 당시에 소속 구단에 '돈보'라고 표기되어 있었다(참고로 구단 제1호 계약 선수도 스타루힌). 또한 1956년에는 나중에 '프로 야구 뉴스'의 캐스터로 유명해지는 사사키 신야가 입단해 신인으로 전 경기 전 이닝에 출전하며 리그 최다 안타와 베스트 나인을 수상하기도 했다.
- 외야수였던 돈 부산은 타구에 대해 반드시 한 걸음을 전진한 다음에 뒤로 갔다. 한번은 좌측의 타구를 놓치고 뒤로 빠뜨려 담장을 향해 달렸는데, 담장을 맞고 나온 공을 다시 빠뜨려 유격수가 커버를 하는 진기한 플레이를 펼치기도 했다.
- 유니온스의 해단식은 1957년 2월, 캠프인 오카야마 현의 야구장에서 열렸다. 펜스에 "다카하시 유니온스 해단"이라고 적힌 현수막이 부착되어 있었으며 선수단 전원이 기념 촬영을 하고 한 명씩 다른 구단의 관계자에게 불려가 이적이 처리되었다. 많은 선수들이 이적을 처리한 가운데 결정을 하지 못한 15명은 그대로 야구계를 떠나게 되었다.
- 자이언트 바바는 고등학교 2학년 때 팀메이트인 포수와 함께 돈보의 입단 테스트를 받게 된 적이 있는데, 받을까 말까 고민하는 사이에 요미우리에서 초대가 와서 입단했다.
- 오너였던 다카하시 료타로의 운전사가 다카하시가 자동차 좌석에 계속 메모를 하고 있었기 때문에 무엇을 하고 있는지 물었다. 이 말을 듣고 다카하시는 "지금 사사키 (신야) 군의 타율을 계산하고 있네"라고 답했다. 운전 기사로부터 이 이야기를 전해 들은 사사키는 진심으로 감격하고 이것이 진정한 오너라고 생각했다.

## 연도별 팀 성적
| 연도   | 감독                                                           | 순위 | 경기 | 승 | 패 | 무 | 승률     | 게임차 | 타율 | 방어율 | 홈런 |
| ------ | -------------------------------------------------------------- | ---- | ---- | -- | -- | -- | -------- | ------ | ---- | ------ | ---- |
| 1954년 | 하마사키 신지                                                  | 6    | 140  | 53 | 84 | 3  | .387     | 37.0   | .229 | 3.43   | 51   |
| 1955년 | 하마사키 신지(9월 19일까지) 가사하라 가즈오(9월 24일부터 대행) | 8    | 141  | 42 | 98 | 1  | .300     | 57.0   | .227 | 3.94   | 40   |
| 1956년 | 가사하라 가즈오                                                | 8    | 154  | 52 | 98 | 4  | .351(주) | 45.5   | .214 | 3.26   | 50   |

- 당시에 무승부는 0.5승 0.5패로 계산함.

## 역대 홈구장
- 가와사키 구장(1954년 ~1956년)